# Nino Benvenuti
Giovanni Benvenuti (født 26. april 1938 i Isola d´Istria, død 20. maj 2025
), bedre kendt som Nino Benvenuti, var en italiensk bokser, der generelt anses som den bedste italienske bokser gennem tiderne. Benvenuti er som den eneste italienske bokser optaget i International Boxing Hall of Fame.

## Amatørkariere
Nino Benvenuti var en succesfuld amatørbokser, der opnåede 120 amatørkampe. Det er omdiskuteret, om Benvenuti vandt samtlige 120 amatørkampe, eller om han tabte en enkelt af disse.
Han vandt det italienske mesterskab i weltervægt i 1956 og blev året efter italienske mester i letmellemvægt. Samme år stillede Bevenuti op til EM i amatørboksning i Prag, hvor han i finalen besejrede polakken Tadeusz Walasek og således vandt EM i letmellemvægt. Han vandt ligeledes det italienske mesterskab i letmellemvægt i 1958 og 1959, inden Benvenuti igen vandt EM i 1959 i letmellemvægt, da han i Luzern vandt over polakken Henryk Dampc i finalen.
I 1960 vandt Benvenuti sit femte italienske mesterskab, da han vandt titlen i letmellemvægt. Samme år blev Benvenuti udtaget til OL på hjemmebane i Rom, hvor han dog gik en vægtklasse ned, og stillede op i weltervægt.
Den olympiske bokseturnering blev en stor succes for Benvenuti, der vandt samtlige sine fem kampe i turneringen og derved vandt guldmedaljen. Udover guldmedaljen modtog Benvenuti (i konkurrence med Cassius Clay) Val Barker trofæet, der bliver givet til bokseturneringens bedste tekniker.
Nino Benvenutis resultater i OL-turneringen var:
- - Jean Josselin (Frankrig) på point (5-0)
  - Ki-Soo Kim (Sydkorea) på point (5-0)
  - Sjisjman Mitsev (Bulgarien) på point (5-0)
  - Jimmy Lloyd (Storbritannien) på point (5-0)
  - Jurij Radonjak (Sovjetunionen) på point (4-1)

## Professionel karriere
Efter guldmedaljen ved OL i Rom debuterede Nino Benvenuti som professionel bokser den 20. januar 1961, da han ved et stævne i Trieste besejrede tuneseren Ben Ali Allala på point efter 6 omgange.
Benvenuti vandt 29 kampe i træk (herunder over tyskeren Manfred Haas), inden han 1. marts 1963 fik en kamp om det ledige italienske professionelle mesterskab i mellemvægt mod Tomasso Truppi i Rom. Benvenutis sejrsrække blev 30 kampe, da han stoppede Truppi i ellevte omgang. I 1964 besejrede Benvenuti en række forholdsvis stærke boksere, så som Fabbio Bettini, Denny Moyer og Juan Carlos Duran, og efter 56 sejre i træk fik Nino Benvenuti 18. juni 1965 en VM-kamp om verdensmesterskabet i letmellemvægt med verdensmesteren Sandro Mazzinghi i Milano.
VM-kampen mod Mazzinghi opnåede stor interesse i Italien. Begge boksere var italienere, begge havde udtalt, at de var den stærkeste i vægtklassen og havde et stærkt ønske om at bevise det. Kampen blev afviklet på San Siro i Milano, og Benvenuti blev verdensmester, da han stoppede Mazzinghi i 6. omgang. Et par måneder senere vandt Benvenuti tillige europamesterskabet i mellemvægt, da han i Rom i en kamp om den ledige titel besejrede spanieren Luis Folledo på knockout i 6. omgang. Efter EM-titlen boksede Benvenuti blandt andet en succesfuld returmatch mod Mazzingi, ligesom han vandt over den tidligere verdensmester Don Fullmer.
Benvenuti havde vundet samtlige sine første 64 kampe, men alle kampe var blevet afviklet på hjemmebane i Italien. Den 14. maj 1966 boksede Benvenuti for første gang som professionel uden for Italien, da han forsvarede sit europamesterskab mod den tyske mester Jupp Elze i Deutschlandhalle i Berlin. Benvenuti forsvarede sit europamesterskab, da han stoppede Elze i 14. omgang.
Kun en måned efter sejren over Elze satte Benvenuti 25. juni 1966 VM-titlen på spil mod sydkoreaneren Ki-Soo Kim i en kamp i Seoul. Benvenuti havde som amatør besejret Ki-Soo Kim ved OL i Rom, men han led sit første nederlag i karrieren, da han tabte en kontroversiel pointafgørelse til koreaneren med dommerstemmerne 1-2. Benvenuti følte sig bortdømt i kampen og opgav herefter letmellemvægt for i stedet at koncentrere sig om at opnå en kamp om verdensmesterskabet i mellemvægt.
Benvenuti forsvarede senere i 1966 sit europamesterskab i mellemvægt mod den ubesejrede Pascal Di Benedetto, og opnåede en række yderligere sejre inden han 17. april 1967 fik en kamp om verdensmesterskabet i mellemvægt mod amerikaneren Emile Griffith. Kampen blev afviklet i Madison Square Garden i New York. Verdensmesteren Emile Griffith var med odds 7:2 inden kampen storfavorit, men Benvenuti viste stor styrke, da han i kampens 2. gang havde verdensmesteren i gulvet, og Benvenuti leverede en overraskelse, da han efter en stor kamp vandt kampen sikkert på point efter 15 omgange. Kampen blev senere af boksemagasinet The Ring udnævnt til Årets kamp. Benvenuti blev med sejren et stort navn i USA og optrådte på forsiden af det kendte sportsmagasin Sports Illustrated i september 1967 og på forsiden af The Ring's september 1967 nummer.
Der blev hurtigt arrangeret en returmatch mellem Benvenuti og Griffith på Shea Stadium i New York, der blev afviklet 29. september 1967. Efter en tæt kamp tabte Benevenuti VM-titlen til Griffith. To af dommerne scorerede kampen som en sejr til Griffith, mens den tredje dommer scorede uafgjort.
Den 4. marts 1968 blev så afviklet den tredje og sidste kamp mellem Benvenuti og Griffth, da Griffith atter satte VM-titlen på spil mod Benvenuti. Matchen blev igen afviklet i Madison Square Garden. Efter endnu en hård kamp lykkedes det Benvenuti at sende Griffith i gulvet i 14. omgang og vinde en tæt pointsejr, hvorved han genvandt VM-titlen i mellemvægt. Senere på året forsvarede Benvenuti VM-titlen i San Remo, og Benvenuti blev ved årets udgang som den eneste italiener nogensinde kåret af Ring Magazine som Årets bokser.
Karrieren led dog kort efter et knæk, da Benvenuti 26. maj 1969 led sit blot tredje nederlag, da han i Madison Square Garden tabte en ikke-titelkamp til den tidligere verdensmester i letsværvægt, nigerianeren Dick Tiger. Benvenuti forsvarede VM-titlen to gange i Italien, inden han i Australien 13. marts 1970 noget overraskende blev stoppet af amerikaneren Tom Bethea. Benvenuti indvilligede i at sætte titlen på spil i en VM-kamp mod Bethea, der blev afviklet 23. maj 1970. Her fik Benvenuti revanche, da han slog Bethea ud i kampens anden omgang.
Efter kampen mod Bethea satte Benvenuti titlen på spil med den dengang 28-årige argentiner Carlos Monzón. Monzon mødte op til kampen med 79 kampe med kun tre nederlag, der alle lå langt tilbage. Kampen blev afviklet foran 12.000 tilskuere på Palazzetto dello Sport i Rom, hvor Benvenuti ti år tidligere havde vundet OL-guld. Begge boksere leverede en fin indsats, indtil Monzon i kampens 12. omgang slog Benvenutti ud med en hård højre. Kampen blev af The Ring udnævnt til Årets kamp i 1970, og der blev arrangeret en returkamp året efter i Monte Carlo. Benvenuti var i returkampen 33 år og noget fra fordums styrke, og Monzón havde Benvenuti i gulvet to gange, inden Benvenutis sekundanter til hans store fortrydelse smed håndklædet i ringen. Efter nederlaget til Monzón opgav Benvenuti boksekarrieren.
Benvenuti boksede som professionel 90 kampe, hvoraf han vandt de 82 (35 før tid), tabte 7 (3 før tid) og fik en enkelt uafgjort. Benvenuti blev i 1996 optaget i International Boxing Hall of Fame.

## Efter karrieren
Efter karrieren blev Benvenuti en succesfuld forretningsmand og medlem af byrådet i Trieste.
Han bevarede et nært venskab med sine rivaler Griffith og Monzon. Han besøgte flere gange Griffith i New York og hjalp ham økonomisk, og han rejste flere gange til Argentina for at besøge Monzón, da Monzón i 1988 blev arresteret (og siden dømt) for drabet på sin hustru.

## Medvirken i film og bøger
Nino Benvenuti medvirkede i 1969 i den italienske spaghettiwestern Så ram da for H......! (originaltitel Vivi o, preferibilmente, morti), hvor han spillede den ene hovedrolle i filmen, der omhandlede to brødre, der ville arve 300.000$, hvis de kunne bo sammen i seks måneder. Filmen fik premiere i Danmark i 1970. Samme år medvirkede han i The Dean Martin Show, hvor han sang "That's Amore", og i 1975 medvirkede han i den italienske film Mark il poliziotto spara per primo, der fik premiere i Danmark året efter. I 2008 medvirkede Benvenuti i den italienskproducerede spillefilm Carnera: The Walking Mountain om sværvægtsmesteren Primo Carnera, hvori Benvenuti spiller rollen som træner for verdensmesteren Max Baer.
Udover medvirken i film udgav Nino Benvenuti en selvbiografi, I, Benvenuti i 1967 skrevet af Severo Boschi. I 2001 udkom Il Mondo in Pugno skrevet af Benvenuti.